# Бегущий в лабиринте: Испытание огнём
«Бегу́щий в лабири́нте: Испыта́ние огнём» (англ. Maze Runner: The Scorch Trials) — американский фильм 2015 года режиссёра Уэса Болла. Продолжение фильма 2014 года «Бегущий в лабиринте». Сценарий основан на второй книге из серии «Бегущий по Лабиринту» — «Испытание огнём». В американский прокат фильм вышел 18 сентября 2015 года, в российском прокате с 17 сентября 2015 года.

## Сюжет
Фильм начинается с концовки предыдущей части, где Томас и другие выжившие глэйдеры спасаются из лабиринта при помощи неизвестных вооружённых людей во главе с неким Дженсоном. Те, оказавшиеся оперативниками корпорации «П.О.Р.О.К.», доставляют подростков в хорошо защищённую базу посреди «жаровни» — территории Земли, наиболее пострадавшей от солнечной вспышки. На базе они узнают, что их лабиринт был не единственным полигоном для испытания подопытных — были спасены подростки и из других регионов. Раз в сутки несколько подростков отбирают и уводят охранники для, якобы, «переселения в новый дом».
Терезу из-за плохого самочувствия забирают в медблок. Томас знакомится на базе с Эрисом — его лабиринт полностью состоял из девушек, а он был единственным парнем из их аналога Глэйда. Эрис делится с Томасом своими опасениями, так как после «переселения» никто из ушедших подростков так и не вернулся, а охранники не дают пройти к ним, чтобы хотя бы попрощаться. Во время очередного переселения Томас пытается тайком пройти вместе с отобранными подопытными, но его останавливают охранники. Завязывается конфликт, во время которого Томас успевает стащить у одного из охранников электронный ключ.
Вечером того же дня Эрис пробирается в спальный отсек к Томасу через вентиляцию и уговаривает пойти с ним. Из вентиляции Эрис показывает, как в одну из наиболее недоступных секций базы доставляют закрытые каталки — как раз в том же самом количестве, что и отобранных для переезда подростков. Парни проникают туда с помощью краденного ключа — и к своему ужасу обнаруживают, что «отобранные» подростки всё ещё находятся на базе, но в коматозном состоянии и подключённые к аппаратуре, вытягивающей из них какую-то синюю субстанцию. Тайком они наблюдают, как Дженсон по связи общается с доктором Пейдж, которая на самом деле всё ещё жива и требует ускорить процедуру сбора подростков для «второй фазы». Понимая, что он сам и его друзья тоже рискуют закончить жизнь таким вот образом, Томас и Эрис подбивают глэйдеров на побег. С боем освободив Терезу и вырвавшись с базы, глэйдеры бегут в разрушенный город недалеко от базы (предположительно, это Сан-Франциско).
Провалившись под песок, глэйдеры оказываются в вымершем лагере беженцев, которые под действием вируса мутировали в подобия зомби, именуемые шизами. Мутанты нападают на подростков и тем с трудом удаётся сбежать, однако глэйдер Уинстон был укушен, и инфекция меньше чем за день подрывает его здоровье. Не желая становиться шизом, Уинстон просит остальных уйти, оставив себе пистолет для суицида.
Продолжая путь по «жаровне», Томас принимает решение вести друзей к «Правой руке» — повстанческой группировке, которая, со слов Пейдж, давно конфликтует с П.О.Р.О.К.ом. Ночью начинается аномальная буря, когда множество молний выжигают землю, и глэйдерам приходится искать убежище в старом складе, который, как оказалось, не был заброшен — здесь ютятся другие выжившие люди, которым корпорация отказалась помогать. Брэнда, охранница склада, отводит глэйдеров к лидеру группы — Хорхе. Тот, узнав об их побеге от П.О.Р.О.К.а, связывает подростков, намереваясь продать их корпорации за вознаграждение, однако после разговора с Брэндой, которой приходится опекуном, меняет решение. Один из подручных Хорхе, оказавшийся «кротом» корпорации, вызывает Дженсона и его людей, чтобы те забрали глэйдеров, но погибает от руки Брэнды. Подростки готовятся сбежать вместе с Хорхе, который соглашается им помочь в обмен на шанс найти «Правую Руку», когда на склад нападает спецназ корпорации. Хорхе запускает бомбу, которая должна взорвать склад вместе с бойцами Дженсона, но из-за перестрелки Томас и Брэнда отделяются от их группы и переживают взрыв в катакомбах под складом, переполненных неизлечимыми шизами. Подростки спасаются от мутантов, но Брэнда была укушена.
В поисках остальных Томас и Брэнда продолжают двигаться через «жаровню», но девушка предлагает для начала найти Маркуса — лидера ещё одного поселения, который, как говорил Хорхе, знает, где найти «Правую Руку». Добравшись до поселения, они находят Маркуса, но тот отказывается с ними говорить, пока те не пройдут в клуб, где их спаивают алкоголем до потери сознания. Очнувшись, они застают глэйдеров и Хорхе, избивающего Маркуса — тот специально спаивает подростков, чтобы потом продавать их П.О.Р.О.К.у в качестве новых подопытных. От Маркуса они узнают, что «Правая Рука» всё время в движении, и последняя их стоянка была в горах к северу от «жаровни». Угнав машину Маркуса, объединившаяся группа продолжает путь.
Томас с друзьями всё же добираются до «Правой Руки», среди которых оказались подруги Эриса по лабиринту — Соня и Харриет. Они отводят глэйдеров к лидеру группировки, Винсу, когда от инфекции у Брэнды случается припадок. Винс собирается убить её как потенциального шиза, но его останавливает доктор Купер, бывшая учёная П.О.Р.О.К.а. Взяв у Томаса кровь для теста, она рассказывает о своём прошлом: она тоже работала на корпорацию над созданием лекарства от вируса Вспышки, однако единственным пригодным материалом для его разработки является белок, который есть лишь в крови подростков; однако, его нельзя синтезировать искусственно, из-за чего П.О.Р.О.К. и охотится на подростков как на живые инкубаторы вакцины. Из крови Томаса она синтезирует вакцину и вводит Брэнде, но заранее предупреждает, что полноценного лекарства от вируса всё ещё нет, и вакцина вряд ли полностью излечит Брэнду.
Помимо этого Томас узнаёт о своём прошлом: «не желая смотреть, как другие умирают в лабиринтах», Томас, тогда ещё будучи сотрудником корпорации, сдал Винсу координаты нескольких лабиринтов, откуда потом повстанцы спасли подростков, однако его предательство раскрылось, и Томаса — уже как подопытного — отправили в лабиринт, заодно и работавшую вместе с ним Терезу — как соучастницу заговора. Вечером Томас находит Терезу и хочет поговорить с ней, но она просит у него прощения за то, «что ей пришлось принять трудное решение» — сдать местонахождение «Правой Руки» Дженсону. Спецназ корпорации во главе с доктором Пейдж нападает на лагерь повстанцев, и доктор Купер погибает. Тереза, Пейдж и Дженсон пытаются убедить глэйдеров добровольно сдаться и пройти с ними, но парни предпочитают самоубийство бесчеловечным экспериментам П.О.Р.О.К.а. Подростков вновь спасает Хорхе, однако спецназу удаётся взять в плен Минхо, Эриса и нескольких подростков из лагеря.
Утром, сворачивая лагерь после побоища, Винс спрашивает Томаса, как тот поступит дальше, на что тот отвечает своим намерением убить доктора Пейдж. Ньют, Кэрри и Фрай тоже решают присоединиться к борьбе против П.О.Р.О.К.а, чтобы спасти Минхо и отомстить Терезе за предательство.

## В ролях
| Актёр                | Роль            |
| -------------------- | --------------- |
| Дилан О’Брайен       | Томас           |
| Кая Скоделарио       | Тереза Агнес    |
| Ли Ки Хон            | Минхо           |
| Томас Броди-Сангстер | Ньют            |
| Роза Салазар         | Бренда          |
|                      |                 |
| Джанкарло Эспозито   | Хорхе           |
| Джейкоб Лофленд      | Эрис            |
| Алекс Дж. Флорес     | Уинстон         |
| Декстер Дарден       | Фрайпен         |
| Лили Тейлор          | Мэри Купер      |
| Эйдан Гиллен         | Дженсон         |
| Патришия Кларксон    | Ава Пэйдж       |
| Кэтрин Макнамара     | Соня            |
| Натали Эммануэль     | Харриет         |
| Барри Пеппер         | Винс            |
| Алан Тьюдик          | Маркус          |
| Кэтрин Смит Макглинн | доктор Кроуфорд |

## Производство
26 сентября 2014 года стало известно, что Эйдан Гиллен был выбран на роль Дженсона.
Съёмки фильма начались 27 октября 2014 года в Альбукерке, Нью-Мексико и закончились 27 января 2015 года.

## Отзывы
Фильм получил смешанные оценки критиков. На сайте Rotten Tomatoes фильм имеет рейтинг 48 % на основе 31 рецензии со средним баллом 5,4 из 10. На сайте Metacritic фильм получил оценку 43 из 100.
Критики отмечали отсутствие развития персонажей. Критик Forbes писал, что из-за того, что фильм является промежуточным в серии, у него отсутствуют как введение, так и ясный финал.